# Temsia
Temsia (arabisch التمسية, DMG at-Tamsiyya, Zentralatlas-Tamazight ⵜⵎⵙⵙⵢⴰ) ist eine Landgemeinde (commune rurale) mit ca. 40.000 Einwohnern in der Präfektur Inezgane-Aït Melloul im Großraum Agadir im Südwesten des Königreichs Marokko.

## Lage und Klima
Die Stadt Temsia liegt im Westen der Souss-Ebene etwa 1 km südlich des meist ausgetrockneten Flusses Souss und ca. 24 km (Fahrtstrecke) südöstlich von Agadir in einer Höhe von ca. 42 m. Das vom nahen Atlantik mitbeeinflusste Klima ist meist trocken und warm; der spärliche Regen (ca. 200 mm/Jahr) fällt nahezu ausschließlich in den Wintermonaten.

## Bevölkerung
| Jahr      | 1994  | 2004   | 2014   | 2024   |
| Einwohner | 8.901 | 14.902 | 27.955 | 37.128 |

Der rapide Bevölkerungsanstieg im ausgehenden 20. und beginnenden 21. Jahrhundert ist im Wesentlichen auf die Zuwanderung von Berberfamilien aus den vom Klimawandel stark betroffenen  Bergregionen des Antiatlas zurückzuführen.

## Geschichte
Temsia war bis weit ins 20. Jahrhundert hinein nur eine kleine Landgemeinde (commune rural) mit etwa 2000 Einwohnern. Viele in den Bergregionen des Antiatlas ansässige Berber mussten ihre Heimatdörfer jedoch wegen der zunehmenden Trockenheit aufgrund der fortschreitenden globalen Erwärmung verlassen und siedelten sich im Großraum von Agadir an.

## Sehenswürdigkeiten
Die Stadt verfügt über keinerlei historische Sehenswürdigkeiten; sie ist jedoch gut geeignet für Ausflüge in die Bergdörfer des Antiatlas mit ihren Speicherburgen (z. B. Inoumar, Imchiguegueln, Guimst etc.) Der an der Atlantikküste befindliche Nationalpark Souss Massa ist nur wenige Kilometer entfernt.

## Verkehr

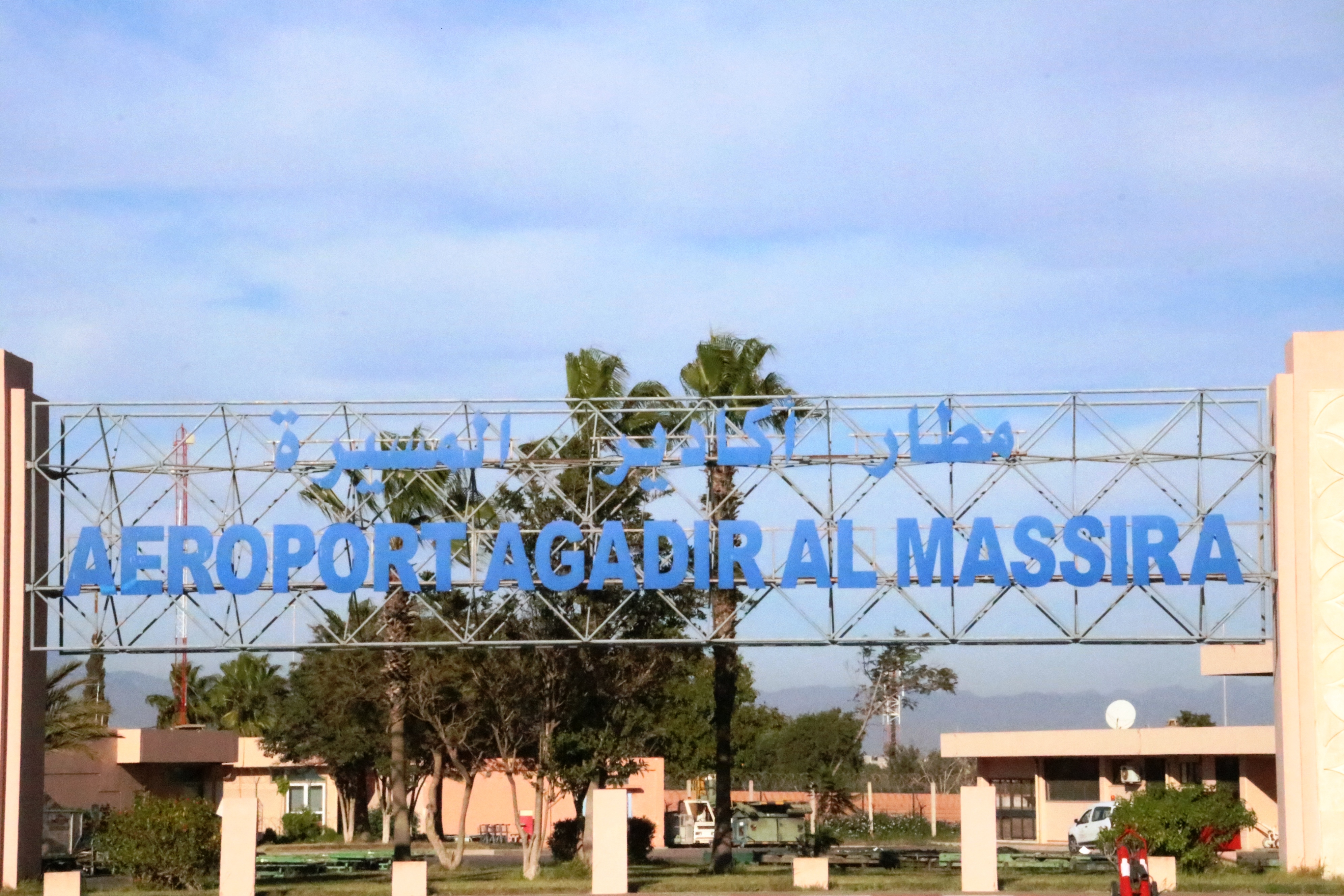
Flughafen Agadir

Auf dem Gebiet von Temsia liegt der Internationale Flughafen Agadir.